# Marcin Kober
Marcin Kober, właśc. Mikołaj Marcin Kober, także Chober, Cober, Coeber, Khober, Koeber, Koebner (ur. ok. 1550 we Wrocławiu, zm. przed 9 listopada 1598) – wrocławski malarz portrecista, działający w Polsce w końcu XVI stulecia.
Wykształcenie malarskie uzyskał w rodzinnym mieście oraz w trakcie wędrówki czeladniczej. W 1583 roku został malarzem nadwornym Stefana Batorego, wówczas to wykonał jego słynny całopostaciowy portret. Po śmierci monarchy (1586) powrócił do Wrocławia, tam wszedł w spór z cechem malarskim. Zakończył go po swojej myśli dzięki protekcji cesarza Rudolfa II, w związku z tym bywał w Pradze. W 1589 lub 1590 roku wszedł na służbę Zygmunta III Wazy, w której pozostał do śmierci jako serwitor. Wykonał szereg wizerunków monarchy i jego bliskich, królowej Anny Austriaczki i ich dzieci, Władysława oraz Anny Marii, jak również podobiznę ciotki władcy, królowej Anny Jagiellonki.
Ze względu na to, że swoją sygnaturę umieścił tylko na dwóch pracach, identyfikacja reszty jego dorobku jest utrudniona. Za najważniejsze obrazy, które wyszły spod jego ręki, uznaje się portret Batorego z 1583 roku – dzieło określane jako główne źródło portretu sarmackiego – oraz wizerunek Anny Jagiellonki, zaliczany do najlepszych przykładów sztuki portretowej przełomu XVI i XVII wieku.

## Życiorys
Marcin Kober, a właściwie Mikołaj Marcin, urodził się około 1550 roku we Wrocławiu. Miał brata, Wacława. W rodzinnym mieście uczył się malarstwa. Pierwsza wzmianka o nim pochodzi z 1579 roku, został w niej wymieniony jako towarzysz cechu malarzy wrocławskich. Z nieznanych dokładnie powodów, jakiejś zwady, uwięziono go, a zwolnienie nastąpiło 30 lipca 1580 roku. W tym samym roku wyruszył na wędrówkę czeladniczą po krajach niemieckich, która trwała trzy lata.
Przez jakiś czas przebywał w Magdeburgu, z którego wyjechał do Polski. Około 1583 roku został malarzem nadwornym Stefana Batorego, w tym czasie wykonał portret władcy, naturalnej wielkości, sygnowany monogramem i datą roczną. Z końcem tego roku przebywał w Brześciu Litewskim, gdzie wykonywał jakieś drobne prace. Następnie, towarzysząc dworowi królewskiemu, spędził jakiś czas w Krakowie i prawdopodobnie tam zawarł małżeństwo z Dorotą (nieznanego nazwiska).
Po śmierci Batorego przeniósł się z żoną do Wrocławia. Tam urodziła się dwójka ich dzieci: Melchior (7 stycznia 1587) i Estera (12 lutego 1589). W rodzinnym mieście Kober wszedł w spór z cechem dotyczący prawa do wykonywania zawodu. Zdecydował się wówczas na wyjazd do Pragi, by uzyskać protekcję cesarza Rudolfa II. Monarcha 18 kwietnia 1587 roku wystawił dokument zwalniający Kobera z przestrzegania przepisów cechowych. W osobnym liście do wrocławskiej rady miejskiej, poza pochlebną oceną malarza, zawarł nakaz zapewnienia mu bezpieczeństwa. Od tego czasu Kober zaczął posługiwać się tytułem der Römische Kaiserliche Maler, stąd uznawany jest za malarza Rudolfa II dla którego pracował we Wrocławiu, podaje się też, że przebywał na dworze cesarskim do 1589 roku. Niekiedy określał się też mianem „cesarsko-rzymskiego Majestatu, jak również królewskiego w Polsce portrecisty” (Röm. Kais. Maj. sowohl Königl. Maj. in Polen befreiter Maler und Abcontrafeiterseligern).
W 1589 lub 1590 roku ponownie przeniósł się do Polski, tym razem na dwór Zygmunta III Wazy, gdzie jako nadworny malarz i królewski serwitor pobierał stałą pensję. Pracował w Krakowie, a następnie w Warszawie. W latach 1590–1595 wykonał kilka portretów dynastycznych: wizerunki króla, królowej Anny Austriaczki oraz ciotki monarchy, królowej Anny Jagiellonki. Znane jest sześć spośród nich, wliczając w to repliki.
W 1595 roku, na zlecenie Anny Habsburżanki, wyjechał na kilka miesięcy do Grazu, by wykonać portrety arcyksiążąt styryjskich. Pod nieobecność malarza jego warsztat prowadziła żona, która za pośrednictwem czeladnika Marcina Teofilowicza, odbierała wynagrodzenie za wykonane prace. Pobyt Kobera w Grazu zapewne przeciągnął się na część 1596 roku. Jego praca spotkała się tam z uznaniem. Poza wysoką zapłatą (420 guldenów), arcyksiążę Ferdynand obdarzył go jednym lub dwoma pozłacanymi pucharami.
„Nadworny portrecista króla polskiego” (jak go określano w Grazu, irer Küniglischen majestat in Pollen contrafeier, względnie des Khünigs in Polln contrafeier) powrócił na dwór Zygmunta III w 1596 roku. Wiadomo, że w Warszawie na zlecenie marszałka wielkiego koronnego Mikołaja Zebrzydowskiego pracował przy malowaniu chorągwi na uroczysty wjazd legata papieskiego, kardynała Enrica Gaetano. Oprócz tego wykonał portrety dzieci króla, Władysława i Anny Marii.
Okoliczności śmierci Kobera nie są znane, podobnie jak dokładna data. Być może zmarł jeszcze w 1597 roku, a na pewno nie żył 9 listopada 1598 roku, na co wskazuje dokument, w którym jego żona występuje jako wdowa.

## Twórczość
Artysta sygnował tylko dwie spośród swoich prac: portret Stefana Batorego z 1583 roku (od XIX wieku znajduje się w krakowskim klasztorze misjonarzy na Stradomiu) oraz miniaturową podobiznę Zygmunta III z 1591 roku (w zbiorach Zamku Królewskiego na Wawelu). Na podstawie tych wizerunków przypisano mu siedemnaście innych portretów, w tym wiele przedstawiających tych dwóch monarchów, jednak tylko kilka z nich można faktycznie z nim powiązać.
Obrazy Kobera cieszyły się popularnością i miały duży wpływ na ukształtowanie się ikonografii polskich władców, do XVIII wieku wykonano kilkanaście ich kopii olejnych, jak również wiele rytowniczych. Za jego najbardziej znaną pracę uznaje się portret Stefana Batorego z 1583 roku, traktowany niekiedy jako jedno z najlepszych dzieł polskiego malarstwa portretowego. Możliwe, że Kober wykonał także drzeworytnicze kopie swojego dzieła, które umieszczono w dwóch książkach: Herbach Rycerstwa Polskiego Bartosza Paprockiego (wydane w 1584 u Macieja Garwolczyka) i Postilla Catholica Jakuba Wujka (edycja z tego samego roku u Jakuba Siebeneichera). Być może również portret trumienny monarchy wyszedł spod jego ręki lub powstał w jego warsztacie – mogą na to wskazywać duże zbieżności formalne tej podobizny w stosunku do wizerunku z klasztoru misjonarzy, jednak pełna analiza stylu tego dzieła i próba jednoznacznego stwierdzenia autorstwa nie jest możliwa ze względu na uszkodzenia. Spośród jego późniejszych prac szczególnie ważny jest portret Anny Jagiellonki z 1595 roku ze zbiorów Zamku Królewskiego na Wawelu. Jakkolwiek wysunięto wątpliwości co do autorstwa Kobera, to jednak na ogół uznaje się go za twórcę tego wizerunku, zaliczanego do jednego z najlepszych przykładów sztuki portretowej przełomu XVI i XVII wieku. Nie są znane żadne z jego prac z Grazu, choć być może znajdują się wśród wielu anonimowych portretów członków dynastii Habsburgów. Trudność z ewentualną identyfikacją wynika z braku sygnatur, jak również z faktu, że Kober musiał podporządkować się określonym i stałym wymaganiom dworskich wizerunków, przez co tworzył prace podobne do dzieł wielu innych artystów.
Był portrecistą wysoko ocenianym przez współczesnych sobie, o czym świadczą list Rudolfa II czy też pochlebna opinia cechu wrocławskich malarzy z 1598 roku. Zdaniem Jerzego Petrusa zachowane dzieła potwierdzają słuszność tych przekazów. Zainteresowanie portretem, jak i świetną sprawność warsztatową wyniósł z cechu, swoje umiejętności udoskonalił podczas wędrówki czeladniczej. Silne wpływy sztuki krajów niemieckich dostrzega się w wizerunkach Batorego, natomiast późniejsza twórczość zdradza inspirację sztuką z kręgu Rudolfa II, którą poznawał we Wrocławiu, Pradze i Grazu. Szczególnie pobyt w Pradze przyczynił się do rozwoju zdolności malarza. Jego wizerunki nawiązywały do sztuki portretowej Habsburgów austriackich. Najczęściej tworzył podobizny całopostaciowe, harmonijnie łącząc osiągnięcia portrecistów dworskich z lokalnymi tradycjami. Malował płasko, z dużym realizmem i dekoracyjnością, ostrą i trafną charakterystyką, acz ograniczonym dążeniem do psychologicznego pogłębienia wyrazu swoich dzieł. Na słabsze strony jego twórczości, które niejednokrotnie na obrazach sąsiadują z wybitnymi aspektami, zwróciła uwagę Elżbieta Błażewska. Wymieniła wśród nich nadmierne rozszerzanie sylwetek ku dołowi i wady w oddawaniu anatomii, nieumiejętne wykreślanie perspektywy, sztywność póz oraz niekonsekwentne oświetlenie.
Mimo to Kober bywa uznawany za najwybitniejszego polskiego portrecistę tej doby, na ogół przypisuje mu się duży wpływ na wykształcenie się typowego portretu sarmackiego, widząc wręcz w nim twórcę tego nurtu, a w jego podobiźnie Batorego z 1583 roku jedyne źródło, model dający początek całej serii podobizn szlacheckich, które z niewielkimi zmianami powstawały w ciągu całego XVII wieku, a nawet jeszcze i XVIII stuleciu. Za ich pośrednictwem dopatrywano ech twórczości Kobera również w państwie moskiewskim czy sztuce zdobniczej Mołdawii oraz Wołoszczyzny. Z kolei portret trumienny Batorego zapoczątkował rozwój tego rodzaju wizerunków w Rzeczypospolitej. Jednak zdaniem J. Petrusa przecenia się wpływ Kobera na rozwój polskiego malarstwa, za przesadę uważa też traktowanie portretu Batorego jako wzoru dla wizerunków sarmackich. Natomiast E. Błażewska stwierdza, że był zdolnym portrecistą, lecz nie najwyższej klasy, nie potrafił wypracować własnego, indywidualnego stylu.
Zalicza się go do twórców manierystycznych, ze względu na ciemne, określone tło, wydłużony kanon figuralny postaci o wyraźnie zarysowanych konturach, posługiwanie się kontrastami barwnymi i modelunkowymi, operowanie światłem tak, by ślizgało się po załamanych fałdach draperii. Wierny w oddawaniu wyglądu, poprzez delikatny modelunek oddawał też psychikę portretowanej osoby. Był również uderzająco precyzyjny w przedstawianiu klejnotów, koronek i materiałów.

## Galeria prac Kobra

### Obrazy zachowane
| Ilustracja | Tytuł                                                            | Technika wykonania, wymiary, datacja                                                | Miejsce przechowywania, uwagi |
| ---------- | ---------------------------------------------------------------- | ----------------------------------------------------------------------------------- | --- |
|            | Portret Stefana Batorego                                         | Olej na płótnie, 2,36 x 1,22 m, 1583                                                | Krakowski klasztor misjonarzy na Stradomiu, Muzeum Historyczno-Misyjne Zgromadzenia Księży Misjonarzy w Krakowie, obraz sygnowany MK 1583, sygnatura w formie wiązanego monogramu (pod nim data) umieszczona po lewej stronie, poniżej kolan modela.                               |
|            | Miniaturowy portret Zygmunta III Wazy                            | Olej na blasze miedzianej, 17,6 x 12,8 cm, 1591 (ukończony 30 kwietnia w Warszawie) | Zamek Królewski na Wawelu – Państwowe Zbiory Sztuki, obraz sygnowany dłuższym podpisem artysty na odwrocie. |
|            | Portret Zygmunta III Wazy                                        | Olej na płótnie, 125 x 95 cm, po 1591                                               | Muzeum Historii Sztuki w Wiedniu, zdaniem E. Błażewskiej został wykonany w związku z pertraktacjami dotyczącymi małżeństwa monarchy z Anną, choć wątpliwe by był tym samym co przesłany do Wiednia w 1592 roku, z okazji zaręczyn.                                                 |
|            | Portret królowej Anny Austriaczki                                | Olej na płótnie, 232 x 144 cm, 1595                                                 | Bayerische Staatsgemäldesammlungen w Monachium |
|            | Portret królowej Anny Austriaczki                                | Olej na płótnie, 1595                                                               | Galeria Uffizi we Florencji, replika autorska portretu ze zbiorów monachijskich, pierwotnie całopostaciowy, a następnie przycięty do kolan. |
|            | Portret Anny Jagiellonki (względnie: w stroju wdowim)            | Olej na płótnie, 137 x 99,5 cm, 1591 lub 1595                                       | Zamek Królewski na Wawelu – Państwowe Zbiory Sztuki |
|            | Portret Anny Jagiellonki (w stroju wdowim)                       | Olej na płótnie, 103 x 86 cm                                                        | Muzeum Narodowe w Warszawie, pałac w Wilanowie, replika autorska portretu z Wawelu. Zdaniem E. Błażewskiej, która uznała portret wawelski za dzieło innego autora, nieznanego bliżej, wizerunek z Wilanowa jest dziełem Kobera, który wykonał kopię tej pracy anonimowego artysty. |
|            | Portret Anny Jagiellonki (w stroju wdowim)                       | Olej na płótnie, 94 x 84,5 cm                                                       | Muzeum Narodowe w Warszawie, w jego kolekcji od 1973 roku, wcześniej w zbiorach Bayerische Staatsgemäldesammlungen, przechowywany w pałacu Schleissheim. Replika z warsztatu. |
|            | Portret królewicza Władysława Zygmunta Wazy                      | Olej na płótnie, 100 x 88 cm, 1595                                                  | Patrimonio Nacional, klasztor Las Descalzas Reales w Madrycie |
|            | Portret królewicza Władysława Zygmunta Wazy                      | Olej na płótnie, 101 x 83 cm, 1596                                                  | Bayerische Staatsgemäldesammlengen w Monachium, replika autorska portretu ze zbiorów madryckich. |
|            | Portret królewny Anny Marii Wazy                                 | Olej na płótnie, 110 x 88,5 cm, 1596                                                | Patrimonio Nacional, klasztor Las Descalzas Reales w Madrycie |
|            | Miniaturowe portrety Zygmunta III i Anny Austriaczki             | Olej na blasze mosiężnej (król) lub cynowej (królowa), 4,5 x 3,3 cm                 | Bayerische Staatsgemäldesammlengen w Monachium, miniatury powtarzają wizerunki reprezentacyjne z 1595 roku, królowej w zbiorach monachijskich, niezachowany króla, mogą być pracami z warsztatu artysty.                                                                           |
|            | Miniaturowe portrety królewny Anny Marii i królewicza Władysława | Olej na blasze mosiężnej (Anna) lub cynowej (Władysław), 4,4 x 3,6 cm               | Bayerische Staatsgemäldesammlengen w Monachium, prace z warsztatu artysty. |

### Obrazy niepewne lub błędne
| Ilustracja | Tytuł                                          | Technika wykonania, wymiary, datacja                          | Miejsce przechowywania, uwagi |
| ---------- | ---------------------------------------------- | ------------------------------------------------------------- | --- |
|            | Portret Stefana Batorego                       | Olej na desce, 22,8 x 15,4 cm                                 | Zbiory prywatne w Stanach Zjednoczonych, w tamtejszym handlu antykwarycznym od 1973 roku. Popiersie w typie portretu króla z 1583 roku. Pierwotnie w kolekcji Szczęsnego Potockiego w Tulczynie. Do 1910 pozostawał w rękach hrabiego Grzegorza Strogonowa w Rzymie, w następnym roku trafił do jego córki, Marii księżnej Szczerbatowej, która mieszkała w Niemirowie. E. Błażewska uznała go za dobre naśladownictwo Kobera, natomiast J. Petrus przyjął za prawdopodobne łączenie go z samym malarzem. |
|            | Miniaturowy portret Stefana Batorego           | Olej na blasze miedzianej, 13,4 x 17 cm                       | Galeria Uffizi we Florencji, E. Błażewska uznała go za słabej jakości naśladownictwo. |
|            | Miniaturowy portret Stefana Batorego           | Olej na papierze naklejonym na ciekną deskę, 13 x 9 cm        | Muzeum Historii Sztuki w Wiedniu, pierwotnie w kolekcji z zamku Ambras. Zdaniem E. Błażewskiej autorem był anonimowy flamandzki artysta z kręgu arcyksięcia Ferdynanda Tyrolskiego. |
|            | Portret trumienny Stefana Batorego             | Olej na blasze, kształt eliptyczny 182 x 132 mm, około 1586   | Bazylika archikatedralna św. Stanisława i św. Wacława w Krakowie, Skarbiec Katedralny na Wawelu |
|            | Portret Anny Jagiellonki w stroju koronacyjnym | Olej na płótnie, 206 x 109 cm, wkrótce po 1576 lub około 1586 | Bazylika archikatedralna św. Stanisława i św. Wacława w Krakowie, autorstwo rozbieżnie przypisywane w literaturze. |
|            | Portret Anny Jagiellonki                       |                                                               | Bazylika archikatedralna św. Stanisława i św. Wacława w Krakowie, umieszczony nad wejściem do kaplicy Zygmuntowskiej. Zdaniem E. Błażewskiej, nie ma nic wspólnego, mimo zewnętrznych podobieństw, do portretu królowej z Wawelu i został wykonany przez pośledniejszego malarza. |
|            | Portret Zygmunta III Wazy                      | Olej na blasze                                                | Bayerische Staatsgemäldesammlengen w Monachium. Zdaniem J. Petrusa można przyjąć za prawdopodobne łączenie go z Koberem. |
|            | Portret Przecława Niewiarowskiego              |                                                               | Kościół Narodzenia Najświętszej Marii Panny w Jodłowniku, S. Herbst w PSB przypisuje go Koberowi. |

### Obrazy niezachowane lub zaginione
Obrazy niezachowane, a przypisywane Koberowi:
- portret Stefana Batorego z insygniami koronnymi, całopostaciowy, wykonany niedługo po 1583 roku (domysł na podstawie kopii wizerunku tego monarchy, znajdujących się w zbiorach Zamku Królewskiego na Wawelu oraz w kolekcji prywatnej z Wrocławia – obraz z niej miał wcześniej należeć do Władysławy Łukaszewiczowej)[11];
- portret Zygmunta III z inwentarzy zamku praskiego z lat 1718 i 1737[9];
- zaginiony portret Zygmunta III z kolekcji F. Culmanna (wcześniej w zbiorach Niedersächsische Landesgalerie w Hanowerze), przypuszczalnie jego autorstwa, znany ze zdjęcia[11];
- portret żony podskarbiego nadwornego koronnego Jacka Młodziejewskiego[9].